# 神崎大橋 (利根川)
神崎大橋（こうざきおおはし）は、茨城県道・千葉県道107号江戸崎神崎線の利根川に架かる橋である。

## 概要
茨城県稲敷市橋向と千葉県香取郡神崎町神崎本宿とを結ぶ。全長535.2 m、有効幅員7.0 m。取り付け道路は両県が受け持ち、協議により神崎大橋の管理者は千葉県として、管理費は千葉・茨城両県で折半としている。。
神崎町は利根川舟運の宿場町として発展したが、道路交通に発達に伴い舟運が衰退し道路交通では下流の水郷大橋を利用せざるを得ず不便をこうむっていた。これを受けて1959年（昭和34年）3月に有料橋として神崎船橋が架橋されたものの出水期の7月から10月は撤去されるため永久橋の建設が望まれており、神崎大橋が1964年（昭和39年）10月から1967年（昭和42年）3月の工期で建設され、1967年（昭和42年）5月12日に供用開始した。
神崎大橋では車両総重量14 tの規制を実施している。
- 形式 - 鋼3径間連続鈑桁橋+鋼単純下路ランガー橋3連+鋼3径間連続鈑桁橋
- 橋格 - 2等橋 (TL-14)
- 橋長 - 535.200 m
  - 支間割 - (48.800 m + 49.200 m + 48.800 m) + 3×79.200 m + (48.800 m + 49.200 m + 48.800 m)
- 幅員
  - 総幅員 - 7.700 m
  - 有効幅員 - 7.000 m
- 総鋼重 - 909.378 t
- 床版 - 鉄筋コンクリート
- 基礎 - ケーソン、ウェル、鋼管杭
- 施工 - 櫻田機械工業[注釈 1]（上部工）、熊谷組（下部工・床版工）
- 架設工法 - ケーブルエレクション工法、トラッククレーンベント工法

## 隣の橋
- 利根川

（上流） - 常総大橋 - 新利根川橋（圏央道） - 神崎大橋 - 水郷大橋 - 利根川橋梁（鹿島線） - （下流）